# Призренска Бистрица
Призренска Бистрица (алб. Bistrica e Prizrenit) је река у Србији, на Косову и Метохији. Протиче кроз Средску и Призрен, улива се у Бели Дрим. Дужина реке је 18 km, а површина слива 158 km². 
Пут је кроз Бистричку клисуру пробијен 1935, на месту Дув.